# Submarino U-437
El submarino alemán U-437 fue un submarino tipo VIIC de la Kriegsmarine de la Alemania nazi durante la Segunda Guerra Mundial . Realizó once patrullas, pero no hundió ningún barco. Ella era miembro de dieciséis manadas de lobos. Fue dañada por las bombas británicas en Noruega el 4 de octubre de 1944 y golpeada; se disolvió en 1946.

## Diseño
Los submarinos alemanes Tipo VIIC fueron precedidos por los submarinos más cortos Tipo VIIB . El U-424 tenía un desplazamiento de 769 toneladas (757 toneladas largas) cuando estaba en la superficie y 871 toneladas (857 toneladas largas) mientras estaba sumergido.  Tenía una longitud total de 67,10 m (220 pies 2 pulgadas), una longitud de casco de presión de 50,50 m (165 pies 8 pulgadas), una manga de 6,20 m (20 pies 4 pulgadas), una altura de 9,60 m ( 31 pies 6 pulgadas) y un calado de 4,74 m (15 pies 7 pulgadas). El submarino estaba propulsado por dos motores diésel sobrealimentados Germaniawerft F46 de cuatro tiempos y seis cilindros . produciendo un total de 2800 a 3200 caballos de fuerza métricos (2060 a 2350 kW; 2760 a 3160 shp) para uso en superficie, dos motores eléctricos de doble acción Siemens-Schuckert GU 343/38–8 que producen un total de 750 caballos de fuerza métricos (550 kW ; 740 shp) para usar mientras está sumergido. Tenía dos ejes y dos hélices de 1,23 m (4 pies ) . El barco era capaz de operar a profundidades de hasta 230 metros (750 pies).
El submarino tenía una velocidad máxima en superficie de 17,7 nudos (32,8 km/h; 20,4 mph) y una velocidad máxima sumergida de 7,6 nudos (14,1 km/h; 8,7 mph).  Cuando estaba sumergido, el barco podía operar durante 80 millas náuticas (150 km; 92 mi) a 4 nudos (7,4 km/h; 4,6 mph); cuando salió a la superficie, podría viajar 8.500 millas náuticas (15.700 km; 9.800 mi) a 10 nudos (19 km / h; 12 mph). El U-424 estaba equipado con cinco tubos de torpedos de 53,3 cm (21 pulgadas) (cuatro instalados en la proa y uno en la popa), catorce torpedos , un cañón naval SK C / 35 de 8,8 cm (3,46 pulgadas) , 220 rondas y dos cañones antiaéreos gemelos C/30 de 2 cm (0,79 pulgadas) . La nave contaba con una capacidad de entre cuarenta y cuatro y sesenta tripulantes.

## Historial de servicio
El submarino se depositó el 16 de abril de 1940 en Schichau-Werke en Danzig (ahora Gdansk) con el número de astillero 1479, se botó el 26 de julio de 1941 y se puso en servicio el 25 de octubre bajo el mando del Kapitänleutnant Werner-Karl Schultze.
Sirvió en la sexta flotilla de submarinos desde el 25 de octubre de 1941 para entrenamiento y permaneció en esa organización desde el 1 de abril de 1942 hasta el 5 de octubre de 1944.

### Primera patrulla
La primera patrulla del U-436 fue desde Kiel en Alemania y cruzó el Océano Atlántico, al que llegó a través de la brecha que separa las islas Feroe y Shetland. Llegó finalmente a St. Nazaire en la Francia ocupada el 16 de abril de 1942. (Continuaría usando este puerto durante casi el resto de su carrera).

### Patrullas segunda, tercera, cuarta y quinta
La segunda salida del barco fue hasta el noroeste de las Azores, pero no produjo resultados.
Su tercera incursión lo llevó al mar Caribe y, con 68 días, fue la más larga.
La patrulla número cuatro transcurrió relativamente tranquila. Terminó en St. Nazaire el 15 de noviembre de 1942.
En su quinta patrulla del U-436 llegó al norte de las Azores.

### Sexta patrulla
Su sexta patrulla estuvo marcada por un ataque de un Vickers Wellington equipado con Leigh Light del Escuadrón n.º 172 de la RAF en el Golfo de Vizcaya el 23 de abril de 1943. El daño fue lo suficientemente extenso como para que el U U-455 ayudara al U-437 a regresar a la base.

### Séptima patrulla
La séptima patrulla del U-437 se dividió en una serie de viajes cortos, con excepción de la última parte; pero el éxito siguió eludiéndola de encontrar al enemigo.

### Octava patrulla
Fue una historia similar para su octava salida.

### Patrullas novena y décima
Para la novena ronda no abandonó el Golfo de Vizcaya.
Tras el avance aliado después del Día D, el U-437 se trasladó a Burdeos después de su décima salida.

### Undécima patrulla
Invirtiendo el curso de su primera patrulla, incluida la "brecha" entre Islandia y las Islas Feroe, el submarino llegó nuevamente a Bergen, Noruega, el 21 de septiembre de 1944.

### Hundimiento
El U-437 fue dañado por las bombas británicas en Bergen el 4 de octubre de 1944. Fue desguazado en 1946.

### Manadas de lobos
El U-437 participó en 16 manadas de lobos, a saber:
- Endrass (12 - 17 de junio de 1942)
- Blitz (22 - 26 de septiembre de 1942)
- Tiger (26 - 30 de septiembre de 1942)
- Luchs (1 - 6 de octubre de 1942)
- Panther (6 - 12 de octubre de 1942)
- Leopard (12 - 19 de octubre de 1942)
- Veilchen (27 de octubre - 4 de noviembre de 1942)
- Robbe (16 - 20 de febrero de 1943)
- Rossbach (6 - 9 de octubre de 1943)
- Schlieffen (14 - 22 de octubre de 1943)
- Siegfried (22 - 27 de octubre de 1943)
- Siegfried 2 (27 - 30 de octubre de 1943)
- Jahn (30 de octubre - 2 de noviembre de 1943)
- Igel 2 (15 - 17 de febrero de 1944)
- Hai 1 (17 - 22 de febrero de 1944)
- Preussen (22 de febrero - 22 de marzo de 1944